# Cantone di Saint-Martin-de-Seignanx
Il Cantone di Saint-Martin-de-Seignanx era una divisione amministrativa dell'arrondissement di Dax.
È stato soppresso a seguito della riforma complessiva dei cantoni del 2014, che è entrata in vigore con le elezioni dipartimentali del 2015.
Comprendeva i comuni di:
- Biarrotte
- Biaudos
- Ondres
- Saint-André-de-Seignanx
- Saint-Barthélemy
- Saint-Laurent-de-Gosse
- Saint-Martin-de-Seignanx
- Tarnos